# (6358) Chertok
(6358) Chertok es un asteroide perteneciente al cinturón de asteroides, región del sistema solar que se encuentra entre las órbitas de Marte y Júpiter.
Fue descubierto el 13 de enero de 1977 por Nikolái Stepánovich Chernyj desde el Observatorio Astrofísico de Crimea.

## Designación y nombre
Designado provisionalmente como 1977 AL1 fue nombrado en honor de Boris Evseevich Chertok (1912 - 2011), una autoridad en sistemas de control y automatización para vehículos espaciales que ha escrito varios libros sobre la historia de la cosmonáutica y los cohetes soviéticos. 

## Características orbitales
(6358) Chertok está situado a una distancia media del Sol de 2,615 ua, pudiendo alejarse hasta 3,035 ua y acercarse hasta 2,196 ua. Su excentricidad es 0,160 y la inclinación orbital 11,142 grados. Emplea 1544,94 días en completar una órbita alrededor del Sol.

## Características físicas
La magnitud absoluta de (6358) Chertok es 12,41.